# Supercopa Comunitat FFCV Futsal
La Supercopa Comunitat de fútbol sala es una competición organizada por la Federación de Fútbol de la Comunidad Valenciana.Vigente desde el año 2023. El actual campeón es el Servigroup Peñíscola FS que venció por 6-2 en la final al Family Cash Alzira FS.

## Sistema de competición
Participan los clubes adscritos a Primera, Segunda y Segunda B, además del campeón de La Nostra Copa.
La competición se compone de dos grupos de cuatro equipos cada uno, jugando un sistema de liga a ida y vuelta. Los dos primeros clasificados de cada grupo se clasifican para la Final Four.

## Equipos participantes II edición (24/25)

#### Grupo 1
- Peñíscola FS
- Bisontes Castellón
- Valencia FS
- L'Alcora FS

#### Grupo 2
- Alzira FS
- Levante UD FS
- CD La Nucía FS
- FS Picassent

## Palmarés
| Equipos      | Campeón | Subcampeón | Títulos (por temporada) |
| ------------ | ------- | ---------- | ----------------------- |
| Peñíscola FS | 1       | -          | 2023/24                 |
| Alzira FS    | -       | 1          | -                       |